# Parastenocaris vicessima
Parastenocaris vicessima är en kräftdjursart som beskrevs av Walter Klie 1935. Parastenocaris vicessima ingår i släktet Parastenocaris och familjen Parastenocarididae. Inga underarter finns listade i Catalogue of Life.